# Andethele
Andethele là một chi nhện trong họ Dipluridae.